# Quai de la Charente
Le quai de la Charente est un quai situé le long du canal Saint-Denis, à Paris, dans le 19e arrondissement. 

## Situation et accès
Le quai se situe sur la rive est du canal Saint-Denis. Il s'agit d'une autoroute entre le boulevard Macdonald et l'avenue Corentin Cariou. Elle devient alors une piste cyclable se dirigeant vers le sud jusqu'à l'embouchure du canal.

## Origine du nom
Il est nommé d'après la Charente, un fleuve français qui donna son nom à deux départements : la Charente (16) et la Charente-Maritime (17). 

## Historique
Cette ancienne voie du village de La Villette a reçu son nom actuel en 1863, lors de son rattachement à la voirie parisienne.